# تپه پوللو موللی
تپه پوللو موللی مربوط به دوران‌های تاریخی پس از اسلام است و در شهرستان سرآب دوزدوزان، داخل بافت واقع شده و این اثر در تاریخ ۱۰ مهر ۱۳۸۰ با شمارهٔ ثبت ۴۱۶۷ به‌عنوان یکی از آثار ملی ایران به ثبت رسیده است.